# Uniwersytet Północnego Teksasu
Uniwersytet Północnego Teksasu (ang. University of North Texas) – amerykańska uczelnia publiczna z siedzibą w Denton w Teksasie. Założył ją w roku 1890 Joshua Crittenden Chilton, jako niepubliczne kolegium nauczycielskie.

## Kalendarium
- 1890 – powstanie niepublicznego kolegium nauczycielskiego
- 1901 – przejęcie uczelni przez władze stanowe
- 1975 – wprowadzenie medycyny jako kierunku
- 1981 – uzyskanie niezależności od uniwersytetu przez wydział medyczny
- 1992 – przyznanie uniwersytetowi pełnoprawnego członkostwa w APLU
- 2000 – powstanie kampusu w Dallas
- 2004 – otwarcie Discovery Park
- 2009 – usamodzielnienie się Uniwersytetu Północnego Teksasu w Dallas
- 2009–2011 – przyznanie 459 stopni doktorskich
- 2012 – czwarte miejsce w Stanach Zjednoczonych pod względem rekrutacjo (35 778 osób)
- 2012/2013 – budżet uczelni w wysokości 870 mln dolarów (w tym 30 mln na badania)

## Struktura uczelni
W skład uczelni wchodzi 14 college'ów i Texas Academy of Mathematics and Science:
- College of Business
- College of Education
- College of Engineering
- College of Health and Public Service
- College of Information
- College of Liberal Arts & Social Sciences
- College of Merchandising, Hospitality, and Tourism
- College of Music
- College of Public Affairs and Community Service
- College of Science
- College of Visual Arts and Design
- Honors College
- Mayborn School of Journalism
- New College
- Texas Academy of Mathematics and Science (TMAS)

## Znani absolwenci
- Roy Orbison
- Tom Malone
- Lou Marini
- Don Henley
- James Pawelczyk
- Billy Harper – muzyk jazzowy